# دروازه را ببند
دروازه را ببند (به هندی: Darwaaza Bandh Rakho) فیلمی محصول سال ۲۰۰۶ و به کارگردانی جی.دی چاکراوارتی است. در این فیلم بازیگرانی همچون آفتاب شیودسانی، ایشا شاروانی، مانیشا کویرالا، چانکی پاندی، ایشارت علی، سنهال دبی، گلشن گروور و آدیتا سیرواستاو ایفای نقش کرده‌اند.